# 盐谷温
盐谷温（日语：／，1878年7月6日—1962年6月3日）是日本的汉学家，东京帝国大学名誉教授。

## 生平
盐谷温是东京汉学家盐谷青山之子，伯父是盐谷宕阴。盐谷温号节山，1902年毕业于东京帝国大学汉学系，1906年回母校任副教授，先后在德国莱比锡大学、清朝北京及长沙进行研究，1912年回国。1920年因对元曲的研究被授予文学博士学位，同年留校任教，并在1939年退休，成为名誉教授。他重新发现了元朝的《全相平话》和明朝的白话小说集《古今小说》(“三言”之一)，对中国近世的小说、戏曲的研究和介绍作出了巨大的贡献。另外，他编写的《新字鉴》作为标准的汉语词典，长期受到人们的喜爱。
盐谷温的女儿嫁给汉文学者辛岛骁，儿子为辛岛升。弟弟盐谷良则入赘到山井家，他的儿子是东京大学名誉教授山井涌。

## 著作
- 中国文学概论讲话 大日本雄辩会1919年出版